# 三島 (佐賀県)

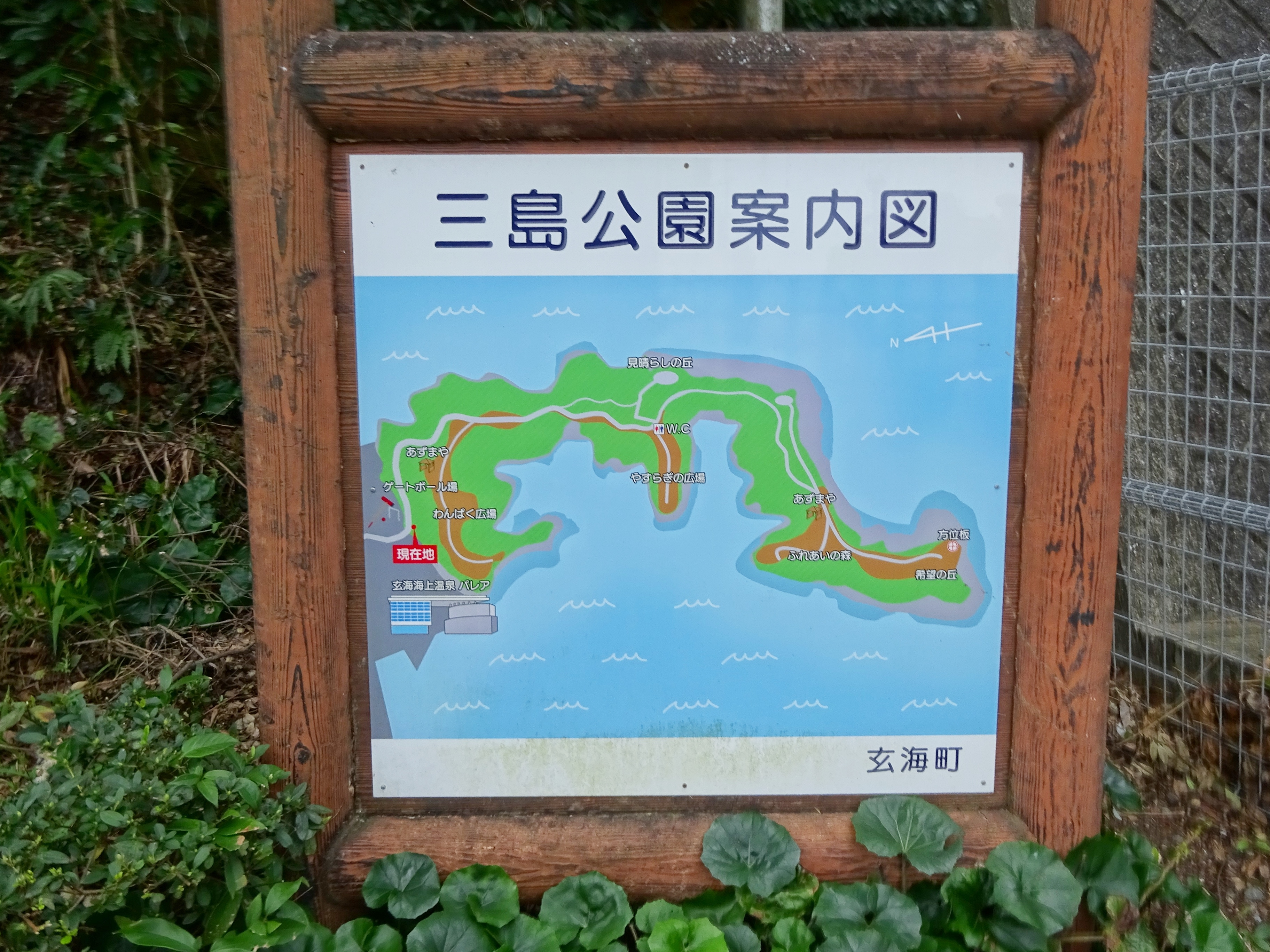
三島公園案内図

三島（みしま）は佐賀県東松浦郡玄海町の仮屋湾に浮かぶ島。

## 概要
仮屋湾北東部、仮屋漁港の入り口に位置し、西に藤島、南にやや離れて玉子島がある。その名の通り元は3つの島だった。海岸線から至近の場所にあり、10メートルほどの橋が架橋され自由に渡ることができる。桜やつつじ、藤など1万本近い樹木が植栽され、三島公園として整備され玄海国定公園の一角となっている。そのほか、旧村社である三島神社や玄海海上温泉パレア、プレジャーボートの係留場、2面コートに屋根・照明・トイレを備えたゲートボール場などがあり、玄海町の観光拠点の一つとなっている。なお、多くの施設は電源立地地域対策交付金により整備されている。

## 三島神社

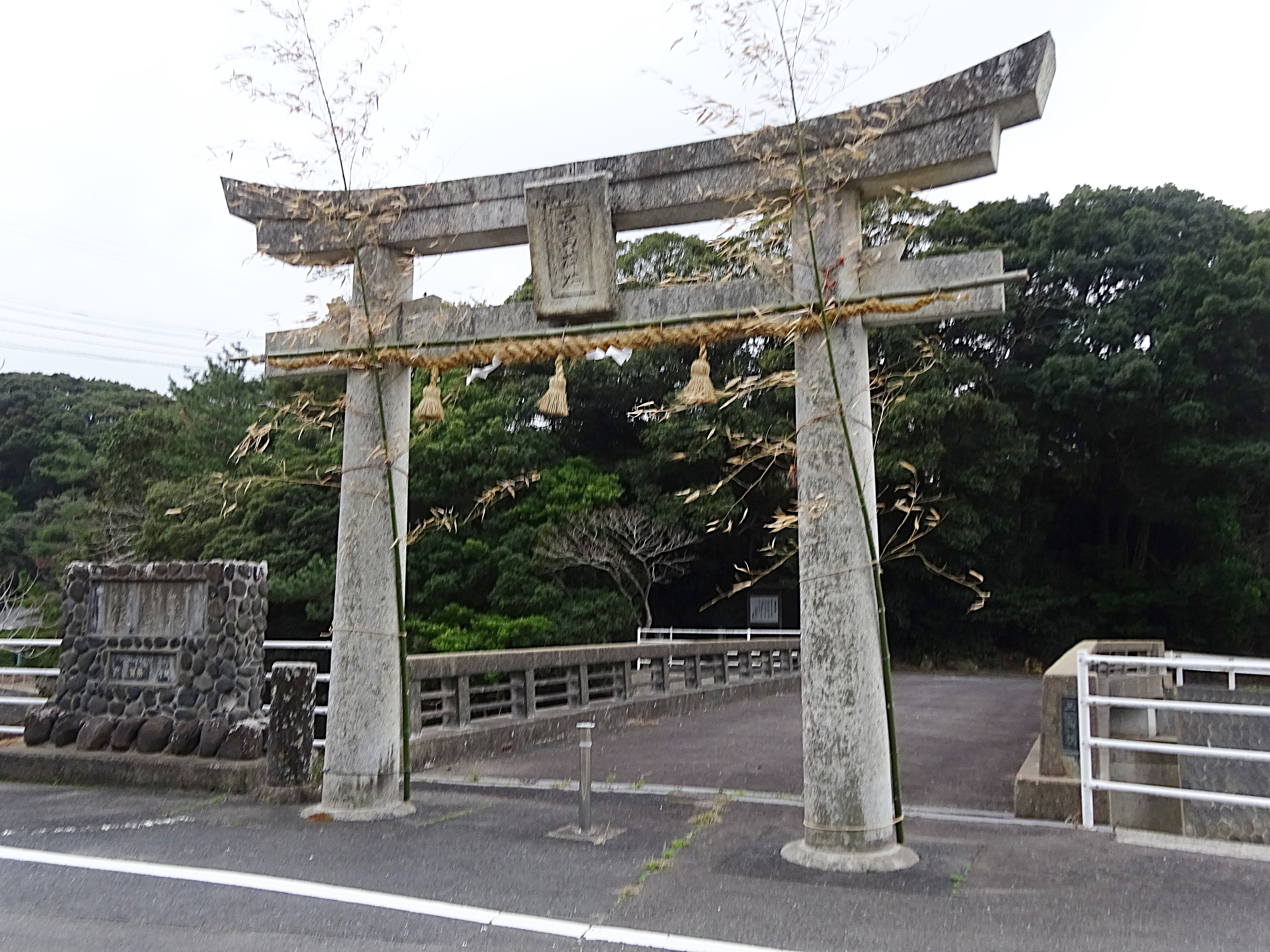
三島神社の鳥居と三島橋

同じく旧村社である値賀神社の分霊を勧請して創建。旧石田村社。毎年10月第4日曜日に開催される「秋の大祭」は御座船に載せた御輿を大漁旗を掲げた船が伴走して仮屋湾内を巡るもので500年以上の歴史があり、玄海町の代表的な伝統行事となっている。